# Giovanni Francesco Rustici
Giovanni Francesco Rustici (1474 Florencie – 1554 Tours) byl italský sochař.

## Život a kariéra
Rustici pocházel z bohaté florentské rodiny a byl žákem Verrocchia. Jeho dílo bylo silně inspirováno da Vincim a Michelangelem. Jeho nejlepší práce „Kázání Jana Křtitele“ stojí u vchodu florentského baptisteria. Je to bronzové sousoší z let 1506 až 1511. V roce 1528 odešel na pozvání krále Františka I. do Francie a zůstal zde až do své smrti. Z jeho francouzských děl se žádné nedochovalo.

## Monografie
- Martina Minning: Giovan Francesco Rustici (1475–1554) – Forschungen zu Leben und Werk des Florentiner Bildhauers. Rhema-Verlag, Münster 2010, ISBN 978-3-930454-84-6.